# Gruppe von Bundesländern

NUTS-1:AT, die Zahlen bezeichnen die NUTS-2-Regionen

Als Gruppe von Bundesländern werden die Statistikregionen der Ebene NUTS-1 in Österreich bezeichnet, wie sie innerhalb der Statistikgliederung der EU als NUTS:AT strukturiert sind.

## Funktion
Diese sind Regionen der Europäischen Gemeinschaft, die zu vergleichenden statistischen Zwecken angelegt wurden. Kriterium ist hierbei eine Bevölkerung zwischen etwa 3 und 7 Millionen Einwohnern. Auf Basis solcher Regionen lassen sich die Einheiten der einzelnen Mitgliedstaaten im Rahmen von Eurostat vergleichen.

## Tabelle
Die 9 Bundesländer sind zu 3 Gruppen zusammengefasst.
| NUTS Code | Name           | Zugehörige Bundesländer (NUTS-2)                                            | Fläche in km² bzw. % | Fläche in km² bzw. % | Wohnbevölkerung | Wohnbevölkerung |
| --------- | -------------- | --------------------------------------------------------------------------- | -------------------- | -------------------- | --------------- | --------------- |
| AT-1      | Ostösterreich  | Burgenland (AT-11), Niederösterreich (AT-12), Wien (AT-13)                  | 23.558,01            | 28                   | 3,373.496       | 42              |
| AT-2      | Südösterreich  | Kärnten (AT-21), Steiermark (AT-22)                                         | 25.928,24            | 31                   | 1.742.707       | 22              |
| AT-3      | Westösterreich | Oberösterreich (AT-31), Salzburg (AT-32), Tirol (AT-33), Vorarlberg (AT-34) | 34.385,72            | 41                   | 2.916.723       | 36              |